# Észak-Magyarország
Észak-Magyarország (németül: Nordungarn) a nyolc magyarországi statisztikai régió egyike; az ország északkeleti részében helyezkedik el. Régióként Borsod-Abaúj-Zemplén, Heves és Nógrád vármegyéket foglalja magába, de a köznyelvben gyakran Szabolcs-Szatmár-Bereg vármegye egyes részeit is ideértik. A régió központja Miskolc.

## Közigazgatás
Észak-Magyarország járásai
Borsod-Abaúj-Zemplén vármegye
- Cigándi járás
- Edelényi járás
- Encsi járás
- Gönci járás
- Kazincbarcikai járás
- Mezőcsáti járás
- Mezőkövesdi járás
- Miskolci járás
- Ózdi járás
- Putnoki járás
- Sárospataki járás
- Sátoraljaújhelyi járás
- Szerencsi járás
- Szikszói járás
- Tiszaújvárosi járás
- Tokaji járás

Heves vármegye
- Bélapátfalvai járás
- Egri járás
- Füzesabonyi járás
- Gyöngyösi járás
- Hatvani járás
- Hevesi járás
- Pétervásárai járás

Nógrád vármegye
- Balassagyarmati járás
- Bátonyterenyei járás
- Pásztói járás
- Rétsági járás
- Salgótarjáni járás
- Szécsényi járás

## Legnépesebb települések
| Város         | Lélekszám (2018)               |
| ------------- | ------------------------------ |
| Miskolc       | 143 502 fő (2024. jan. 1.) +/- |
| Eger          | 49 499 fő (2024. jan. 1.) +/-  |
| Salgótarján   | 30 910 fő (2024. jan. 1.) +/-  |
| Ózd           | 30 550 fő (2024. jan. 1.) +/-  |
| Gyöngyös      | 27 645 fő (2024. jan. 1.) +/-  |
| Kazincbarcika | 23 990 fő (2024. jan. 1.) +/-  |
| Hatvan        | 19 943 fő (2024. jan. 1.) +/-  |

## Demográfia
- Lakosság: 1 209 142 fő (2010)
- 0–14 éves korig terjedő lakosság: 16%
- 15–64 éves korig terjedő lakosság: 67%
- 65 év fölötti lakosság: 17%

A KSH adatai alapján.

## Turizmus

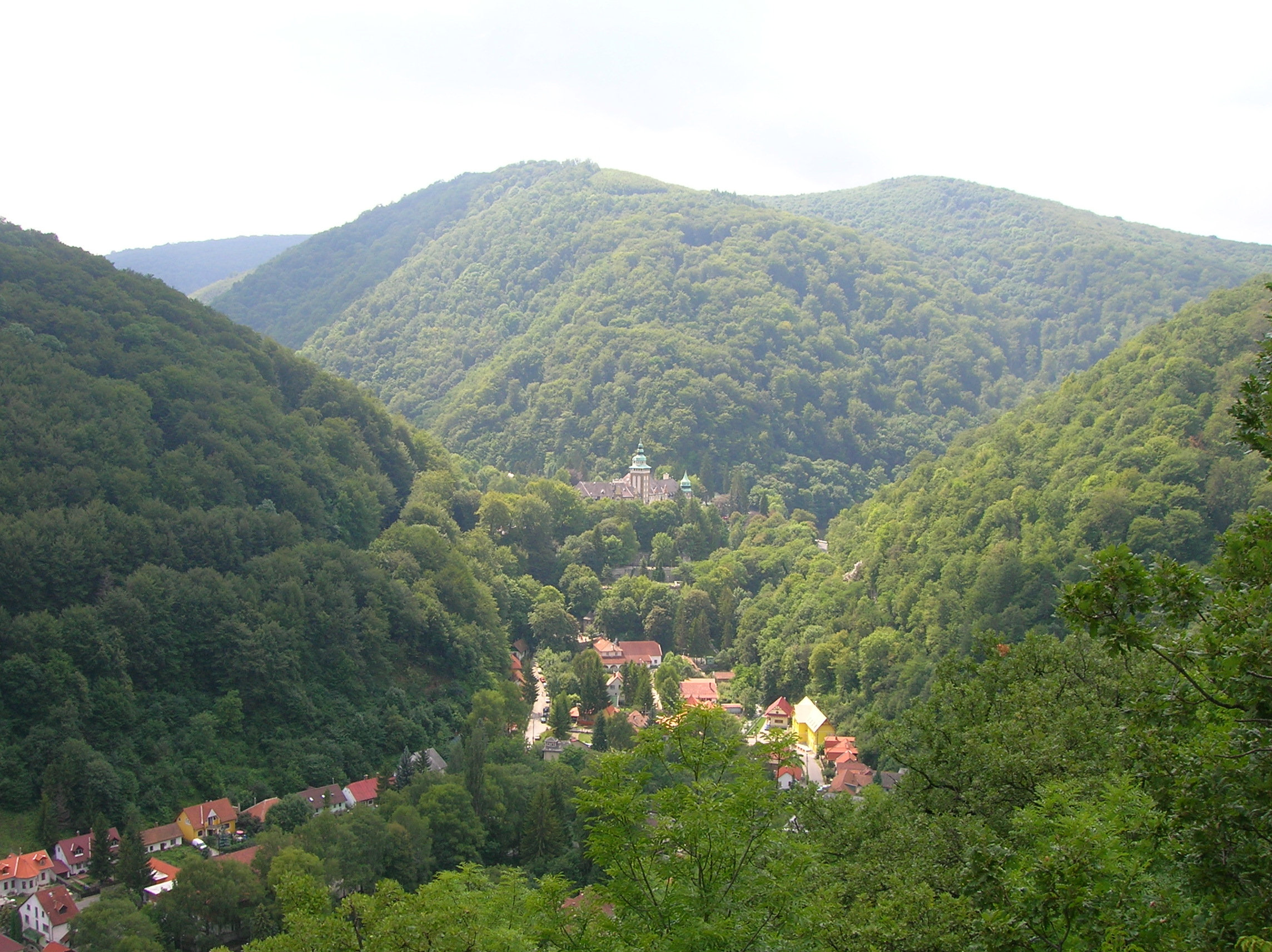
Lillafüred a Szeleta-tetőről

Észak-Magyarország területének legnagyobb része megegyezik az Észak-Magyarország turisztikai régióval, kivéve két kisebb területet: a Börzsöny hegység Nógrád vármegyére eső vidéke (Nógrád és Diósjenő környéke) a Budapest–Közép-Duna-vidék turisztikai régióhoz tartozik, Heves és Borsod-Abaúj-Zemplén vármegye legdélibb területei pedig a Tisza-tó turisztikai régió részét képezik.
Borsod-Abaúj-Zemplén vármegye
A megye fő turisztikai vonzerejét többek között a látványos természeti értékek (különösen Miskolc-Lillafüred és a híres aggteleki cseppkőbarlang), a nemesi kastélyok, valamint a romantikus középkori várak és várromok jelentik (boldogkői vár, diósgyőri vár, füzéri vár, sárospataki vár, szerencsi vár). A megye legtöbb múzeuma Miskolcon található. Az Aggteleki Nemzeti Park és a Tokaji Történelmi Borvidék a világörökség listáján is szerepelnek. Érdekes látnivaló a honfoglalás kori régészeti park Kisrozvágyon. A vármegye nevezetességei a tokaji aszú, a gönci barackpálinka és a matyó hímzés.
Lásd még: 
- Borsod-Abaúj-Zemplén vármegye turisztikai látnivalóinak listája

Heves vármegye
Eger városát Magyarország legszebb barokk városai között tartják számon, ahová a műemlékek mellett kiváló borai és gyógyvizei is sok turistát vonzanak.
A Tisza-tó partja népszerű üdülőövezet, a Mátra és a Bükk turistaútjai pedig a vadregényes hegyi túrák kedvelőinek jelentenek különleges élményt.
Lásd még: Heves vármegye turisztikai látnivalóinak listája
Nógrád vármegye
Nógrád vármegye fő turisztikai vonzerejét a megkapó természeti környezet, a palóc néphagyományok és a számos műemlék és kulturális emlék jelenti. Ezek közül kiemelkedik a pásztói műemléki városközpont, a szécsényi várnegyed és a hollókői ófalu, amely a világörökség része.
Lásd még: Nógrád vármegye turisztikai látnivalóinak listája

## Néhány adat
- Az egy főre jutó GDP, vásárlóerő-egységben (PPS) kifejezve

2000 : 6 774 $ 
2001 : 7 519 $   845 $
2002 : 8 028 $   509 $
2003 : 8 426 $   398 $
2004 : 9 064 $   638 $
2005 : 9 321 $   257 $
2006 : 9 572 $   251 $
2007 : 9 981 $   409 $
- Teljes termékenységi arányszám, egy nőre

2000 : 1,54 
2001 : 1,47 
2002 : 1,45 
2003 : 1,41 
2004 : 1,42 
2005 : 1,44 
2006 : 1,49 
2007 : 1,45 
2008 : 1,49 
2009 : 1,47 
- Munkanélküliségi ráta,%

2000 : 10,1%	
2001 : 8,5% 
2002 : 8,8  
2003 : 9,7% 
2004 : 9,7% 
2005 : 10,6% 
2006 : 11,0% 
2007 : 12,3% 
2008 : 13,4% 
2009 : 15,3% 
- Születéskor várható átlagos élettartam, év

Férfiak:
2000: 66,20 év	
2001: 66,73 év 
2002: 66,68 év 
2003: 66,68 év 
2004: 66,97 év 
2005: 66,84 év 
2006: 67,37 év 
2007: 67,54 év 
2008: 67,90 év 
2009: 68,37 év 
Nők:
2000 : 75,25 év	
2001 : 76,26 év 
2002 : 76,00 év 
2003 : 75,84 év 
2004 : 75,80 év 
2005 : 75,93 év 
2006 : 76,39 év 
2007 : 76,43 év 
2008 : 77,05 év 
2009 : 76,70 év 